# Federazione calcistica del Belize
La Federazione calcistica del Belize, ufficialmente Football Federation of Belize (FFB), fondata nel 1980, è il massimo organo amministrativo del calcio in Belize. Affiliata alla FIFA, alla CONCACAF e all'UNCAF dal 1986, essa è responsabile della gestione del campionato di calcio del Belize e della nazionale di calcio del Belize.